# Dijalektika pola
Dijalektika pola (енгл. The Dialectic of Seks) je autorsko delo kanadske radikalne feministkinje Šulamit Fajerstoun (1945 — 2012) koje  je objavila 1970. godine. Kao jedan od dva ključna teksta  delo je nastalo u periodu  feminističke revolucije u drugoj polovini 20. veka. Knjigu je Šulamit Fajerstoun napisala tokom nekoliko meseci kada je imala samo 25 godina. Danas se ovo delo smatra jednim od klasika feminističke misli.
Fajerstouninu  teoriju najbolja je opisala profesorice filozofije Mari Anne Varren na sledeći način: Fajerstoun tvrdi da je biološka seksualna dihotomija, posebno biološka podela rada u reprodukciji, glavni uzrok dominacije muškaraca, eksploatacije ekonomske klase, rasizma, imperijalizma i ekološke neodgovornosti. Polna nejednakost je „ugnjetavanje koje seže dalje od zabeležene istorije do samog životinjskog carstva“: u tom smislu je Šulamit Fajerstoun univerzalna i neizbežna, ali sada postoje kulturni i tehnološki preduslovi koji omogućavaju njeno uklanjanje i koji su možda neophodni  za opstanak čoveka.

## Osnovne informacije o delu
Šulamit Fajerstoun u svom delu Dijalektika pola tvrdi da „sistem polne klase“, prethodi i ide dublje od bilo kog drugog oblika ugnjetavanja i da će za iskorenjivanje seksizma biti potrebno radikalno preuređivanje društva, i to ovako obrazlaže: 
„Prve žene beže od masakra i, drhteći i teturajući se, počinju da se pronalaze ... Ovo je bolno: bez obzira na to koliko nivoa svesti čoveka može da dostigne, problem koji uvek ide dublje. Ima ga svuda ... ... feministkinje moraju da preispituju, ne samo svu zapadnu kulturu , već sama organizaciju kulture, pa nadalje, čak i da same organizuju prirodu “.
Cilj feminističke revolucije, napisala je ona, mora biti „ne samo ukidanje muške privilegije već i samih polnih razlika“, tako da po Šulamit Fajerstoun razlike u genitalijama više neće imati kulturni značaj.

## Marks, Engels i Frojd kao inspiracija
U svojoj analizi  Šulamit Fajerstoun se prvenstveno oslanja na teorije Marksa i Frojda. Kroz analogiju s Marksovom teorijom klasnih podela uzrokovanih ekonomskim nejednakostima, Šulamit Fajerstoun razvija koncept polnih klasa. Žene, kako objašnjava u Dijalektici pola, pripadaju zasebnoj, potlačenoj klasi, kojoj ne preostaje ništa drugo osom da se pobuni i preuzme kontrolu nad vlastitom sudbinama (što u slučaju žena zapravo znači preuzeti kontrolu nad vlastitim reproduktivnim sistemom).
Šulamit Fajerstoun svoj pristup opisuje kao dijalektički materijalizam radikalniji od pristupa Karla Marka i Friedricha Engelsa. Ona veruje da u svojoj preokupiranosti ekonomskim procesima Mark i Engels nisu uspeli da sagledaju „polni supstrat istorijske dijalektike“. Za razliku od Engelsa, ona tvrdi da je dominacija muškaraca biološki zasnovana i da je kao takva postojala mnogo pre institucije privatnog vlasništva i monogamne patrijarhalne porodice koju je privatno vlasništvo proizvodilo. Dominacija muškaraca rezultat je „biološke porodice“, bilo da je to matrilinealna ili patrilinealna, i neizbežne zavisnosti žena i dece u porodici od muškaraca, radi zaštite ako ne i egzistencije. Nije bilo drevnih matrijarhata (društava kojima su vladale žene), a naizgled superiorni status žena u matrilinealnim kulturama je samo zbog relativne slabosti muškaraca. Bez obzira na sistem očuvanja loze, ranjivost žena tokom trudnoće i dugog perioda ljudskog deteta zahteva zaštitnu, a time i dominantnu ulogu muškarca.
Ova zavisnost žene i deteta od muškarca uzrokuje „psihoseksualna izobličenja u ljudskoj ličnosti“, iskrivljenja koja je opisao Sigmunda Frojd. Fajerston opisuje frojdizam kao "zavedeni feminizam", jer jedinu stvarnu razliku između Frojdove analize i analize radikalnih feministkinja vidi u tome što Frojd i njegovi sledbenici prihvataju društveni kontekst u kojem se seksualna represija razvija kao nepromenljiv. Frojd je pokazao da su izvor represije i razlike u polnoj klasi inherentno nejednak odnos moći u biološkoj porodici: moćniji otac podjednako ugnjetava žene i decu. Dečak se prvo identifikuje sa majkom, čije ugnjetavanje deli, ali ubrzo svoju identifikaciju prebacuje na oca, čije se moći boji, ali će je jednog dana naslediti. U tom procesu on pristaje na tabu incesta i strogo razdvajanje seksualnosti i emocija koje to zahteva, a koje su psihološki temelji političke i ideološke ugnjetavanja. Iako mlada devojka takođe zavidi na očevoj moći, ona saznaje da je ne može naslediti i može u njoj deliti samo indirektno, pružajući naklonost dominantnom muškarcu.
Međutim kao što cilj jedne klasne revolucije nije samo ukidanje privilegija pojedinih klasa, već ukidanje klasne podele kao takve, tako je i cilj feminističke revolucije (za razliku od feminističkog pokreta) mora biti "ne samo ukidanje muških privilegija, već polnih razlika kao takvih. Vidljiva karakteristika pola kod ljudskih bića tako bi izgubila svaki kulturni značaj", navodi u svom delu Šulamit Fajerstoun. Je li potpuno ukidanje kategorije pola/roda zaista nužno? Da, jer su upravo polne razlike izvor svih zala, odnosno u ovom slučaju svih oblika ugnjetavanja.
U najboljem slučaju moglo bi se reći da je rađanje nužno i podnošljivo. Sigurno nije  zabavno. (Kada sam o tome upitala prijateljicu, odgovorila mi je da se nakon tog  Nadprirodnog-Nemaš-Pojma-Šta-Propuštaš-Iskustva i osećala se kao da je posrala bundevu.
Ne samo da su žene i deca neizbežno potlačeni u biološkoj porodici, već su dvostruko potlačeni određenim njenim oblikom koji prevladava u industrijalizovanim zemljama: patrijarhalna nuklearna porodica, koja izoluje svaki par i njihovo potomstvo. Obavezno školovanje i romantična mitologija detinjstva su uređaji koji služe za produžavanje izolacije dece i njihove ekonomske zavisnosti. Socijalističko-feministička revolucija oslobodiće i žene i decu, ostavljajući im potpunu ekonomsku nezavisnost i seksualnu slobodu, i u potpunosti ih integrišući u veći svet. Kraj sistema polne klase mora značiti kraj biološke porodice, odnosno kraj biološke reproduktivne uloge žena veštačkim načinima gestacije. Ljubav među polovima će ostati, jer postaje represivna tek kada se pridruži reproduktivnoj funkciji. Biološka porodica seksualnu ljubav pretvara u sredstvo ugnjetavanja. U njemu žene daju ljubav muškarcima, inspirišući tako druge za veću kulturnu kreativnost, a prvima pružaju emotivni identitet kakav im je uskraćen u širem svetu. Ipak, muškarci, kao rezultat Edipovog kompleksa i tabua incesta, nisu u stanju da vole: moraju da degradiraju žene sa kojima vode ljubav kako bi ih razlikovali od majke, prvog i zabranjenog ljubavnog predmeta. Ne mogu istovremeno da poštuju i da ih žene seksualno privlače.

## Ukidanje trudnoće i seksa
Kako je  biologija ženska sudbina´, odnosno kakao podređeni položaj žene u prvom redu proizlazi iz njene sposobnosti rađanja, prvi korak ka oslobođenju žena i stvaranju istinske jednakosti Šulamit Fajerstoun vidi u ukidanju trudnoće, rađanja i brige za decu kao dužnosti koje ekskluzivno pripadaju ženama. Ona smatra da umesto da zadatak produženja ljudske vrste padne na leđa jednom polu (koji se na taj način automatski stavlja u podređenu poziciju), tehnologija bi trebala ili omogućiti da i muškarci rađaju, ili da se proces reprodukcije u potpunosti preseli iz ljudskih tela u laboratorije. Nejednakost koja postoji između tzv. polnih klasa a koja se oslanja upravo na biološke razlike na taj bi način u stvarnosti prestala postojati. Nadalje, o deci se ne bi brinuli roditelji već zajednice, čime bi se stalo na kraj "tiraniji nuklearne porodice". A sve dok tehnologija ne uznapreduje dovoljno dobro je da se žene oslobodi od tereta rađanja, ženama preostaje jedino – celibat.
Iako se pretpostavljalo da ideologija koja odgovara od seksa neće privući previše sledbenika, mnoge ideje Šulamit Fajerstoun pokazale su se itekako uticajnima. Njena progresivna razmišljanja o trudnoći i rađanju utrla su put prihvaćanju i popularizaciji niza netradicionalnih oblika začeća, rađanja i odgajanja dece.

## Pionir ideje o heteroseksualnom braku
Šulamit Fajerstoun je bila među prvima koja je ustanovila kako heteroseksualni brak nije jedina bogom dana zajednica u kojoj se mogu i smeju odgajati deca. U borbi za pravo glasa žena Šulamit Fajerstoun je videla konzervativni pokret, u čije je dobrobiti i stvarne rezultate duboko sumnjala: "Protivno onome u što nas većina istoričata nastoji uveriti, žene nikada nisu dobile pravo glasa... Štaviše, smatram da su bilo kakve promene koje su nastale bile u interesu muškaraca a ne žena. Ako je i bilo nekih pogodnosti za žene, one su rezultat pukog slučaja".

### Zaštitno lice radikalnog feminizma
Prema rečima profesorice filozofije Mari Anne Varren: 
Šulamit Fajerstoun je godinama bila zaštitno lice radikalnog feminizma, koje je izvršilo snažan uticaj na razvoj feminističkog pokreta. Bez obzira na to što mislili/le o njenim uverenjima i zamislima, ono što je svim feministkinjama pa i aktivistima/cama uopšte ostavila u nasleđe jesu "spremnost na lične žrtve i istrajnost u najekstremnijim i najnepopularnijim oblicima promjene.

## Prijem dela kod čitalaca i kritike
Dijalektika seksa je feministički klasika prema rečima  Mari Anne Varren koja je ovo delo opisala 1980. godine kao „najjasniju i najsmeliju prezentaciju dosad radikalne feminističke pozicije“.
Godine 1998. godine Arthur Marvick svrstao ga je Dijalektiku pola u jedan od dva ključna teksta radikalnog feminizma, zajedno sa Seksualnom politikom Kate Millett (1969).
Pišući u časopisu Cambridge Companion to Mark , Jeff Hearn je opisao je Šulamit Fajerstounin  pristup kao trajni značaj u oživljavanju interesa za seksualnost i reprodukciju kao osnovu patrijarhata.
Američka novinarka Suzan Faludi napisala je 2013. godine, da iako su je kritikovane zbog nenog radikalizma, osnovne postavke Dijalektike pola imaju trajni značaj. Šulamit Fajerstoun je zamišljala reprodukciju van maternice i decu koja su odgajana u kolektivima i dodeljeno im je pravo da napuste nasilne situacije.
„Predvidljivo“, napisao je Faludi...„predlozi su podstakli više besa nego svežih razmišljanja, iako su mnoge Firestonove ideje - dečja prava, kraj„ muškog “posla i tradicionalnog braka i društveni odnosi izmenjeni putem„ kibernetičkog “računara revolucija - pokazale su se predusretljivim. 
Juliet Mitchell je tvrdila da Šulamit Fajerstoun pogrešno čita Frojda i pogrešno shvata implikacije psihoanalitičke teorije na feminizam. Primetila je da dok Šulamit Fajerstoun, poput Simone de Beauvoir, pripisuje Frojdu termin "Electra complek", zapravo ga je skovao Carl Jung. Mitchell je navodi da je za Šulamit Fajerstoun  jedina vrsta stvarnosti društvena stvarnost (generičko iskustvo ili slučajno iskustvo pojedinca), i da u tom pogledu  njeno delo veoma podseća na rad Vilhelma Reicha. Po Mičelovom mišljenju, Fajerstonina interpretacija Frojda svodi njegove psihološke konstrukte na društvenu stvarnost iz koje su redukovani, izjednačavajući tako Edipov kompleks sa nuklearnom porodicom. Šulamit Fajerstoun tako tumači frojdovske „metafore“ poput Edipovog kompleksa u smislu odnosa moći unutar porodice, što je pristup koji je Mitchell smatrao pogrešnim.
U svom uvodu u izdanje knjige iz 1998. godine, Rosalind Delmar je tvrdila da se Šulamit Fajerstoun „protiv objašnjenje problema koje je primetio Frojd previše oslanja na pribegavanje racionalizacijama“, a zanemaruje unutrašnji svet fantazije. Po Delmarovom mišljenju, rezultat Firestonove rasprave o Frojdu je da „Frojd nije toliko pobijen ili spašen od svojih grešaka koliko ignorisan.“  Mari O'Brien je u svojoj Politici reprodukcije (1981) kritikovala Firestonovo delo za redukcionizam, biologizam, istorijsku nepreciznost i opštu surovost.
Pišući u Evoluciji ljudske seksualnosti (1979), antropolog Donald Simons pripisao je Firestone-u stav da su muškarci, iako su rodovi identični pri rođenju, emocionalno osakaćeni ranim iskustvima da žene beže i da su muškarci, za razliku od žena, nesposoban da voli. Simons je Firestonovim stavovima suprotstavio njegovo sopstveno gledište da je „selekcija proizvela izrazite polne razlike u seksualnosti“ i da nijedan pol nije defektna verzija drugog.
U intervjuu sa Anne-Marie Cusac u časopisu The Progressive, aktivista za gej prava Urvashi Vaid identifikovao je Dijalektiku  pola kao uticaj na njeno delo Virtualna jednakost (1995).

## Literatura
- (en) Firestone, Shulamith, The Dialectic of Sex : The Case for Feminist Revolution, Farrar, Straus and Giroux, 2003, 240 p.  978-0-374-52787-7
- (en) Hearn, Jeff, The Cambridge Companion to Marx, Cambridge, Cambridge University Press, 1999  0-521-36694-1
- (en) Mitchell, Juliet, Psychoanalysis and Feminism : A Radical Reassessment of Freudian Psychoanalysis, Penguin Books, 2000  0-14-027953-9
- (en) Warren, Mary Anne, The Nature of Woman : An Encyclopedia & Guide to the Literature, Edgepress, 1980  0-918528-07-0

## Spoljašnje veze
- Shulamith Firestone obituary - US radical women's liberationist whose ideas on gender inequality were ahead of her time (језик: енглески)
- The Dialectic of Sex: The Case for Feminist Revolution - elektronsko izdanje (језик: енглески)